# Merismus lasthenes
Merismus lasthenes är en stekelart som först beskrevs av Walker 1848.  Merismus lasthenes ingår i släktet Merismus och familjen puppglanssteklar. Arten är reproducerande i Sverige. Inga underarter finns listade i Catalogue of Life.